# Віє (Іран)
Віє (перс. ويه) — село в Ірані, у дегестані Калішам, у бахші Амарлу, шагрестані Рудбар остану Ґілян. За даними перепису 2006 року, його населення становило 272 особи, що проживали у складі 92 сімей.

## Клімат
Середня річна температура становить 11,09 °C, середня максимальна – 27,89 °C, а середня мінімальна – -7,23 °C. Середня річна кількість опадів – 366 мм.
| Клімат поселення                              | Клімат поселення | Клімат поселення | Клімат поселення | Клімат поселення | Клімат поселення | Клімат поселення | Клімат поселення | Клімат поселення | Клімат поселення | Клімат поселення | Клімат поселення | Клімат поселення | Клімат поселення |
| Показник                                      | Січ.             | Лют.             | Бер.             | Квіт.            | Трав.            | Черв.            | Лип.             | Серп.            | Вер.             | Жовт.            | Лист.            | Груд.            |                  |
| Середній максимум, °C                         | 5,69             | 6,44             | 9,78             | 16,30            | 20,90            | 25,98            | 27,38            | 27,89            | 24,64            | 19,40            | 12,76            | 7,15             |                  |
| Середня температура, °C                       | −0,77            | −0,02            | 3,33             | 9,82             | 14,42            | 19,51            | 21,97            | 22,48            | 19,24            | 14,00            | 7,35             | 1,75             |                  |
| Середній мінімум, °C                          | −7,23            | −6,48            | −3,14            | 3,37             | 7,96             | 13,03            | 16,56            | 17,09            | 13,83            | 8,58             | 1,96             | −3,66            |                  |
| Норма опадів, мм                              | 37               | 38               | 61               | 48               | 32               | 8                | 8                | 7                | 8                | 28               | 42               | 49               |                  |
| Середньомісячна швидкість вітру, м/с          | 2.00             | 2.55             | 2.91             | 3.17             | 2.84             | 2.78             | 2.90             | 2.78             | 2.40             | 2.31             | 1.98             | 2.02             |                  |
| Середньомісячна сонячна радіація, кДж/м²·день | 7696             | 10177            | 12695            | 16805            | 21119            | 24778            | 25209            | 22039            | 18324            | 12841            | 9461             | 7431             |                  |
| --------------------------------------------- | ---------------- | ---------------- | ---------------- | ---------------- | ---------------- | ---------------- | ---------------- | ---------------- | ---------------- | ---------------- | ---------------- | ---------------- | ---------------- |
| Джерело:                                      |                  |                  |                  |                  |                  |                  |                  |                  |                  |                  |                  |                  |                  |